# África Occidental Española
El África Occidental Española (AOE) fue el nombre de la agrupación de colonias españolas en el oeste de África, que existió entre 1946 y 1958. Tenía bajo su administración a los territorios de Ifni, Cabo Juby, y Sahara español.

## Historia
La unidad administrativa fue creada en julio de 1946, a semejanza de la vastísima África Occidental Francesa, con la agrupación del territorio de Ifni, la zona sur del protectorado español de Marruecos (conocida como Cabo Juby) y Sahara español, entonces conocido como Posesiones Españolas en el Sahara. Desde 1934 estos territorios estaban bajo la jurisdicción de la Alta Comisaría de España en Marruecos y, en última instancia, dependían de la Dirección General de Marruecos y Colonias. 
A partir del Decreto de julio de 1946 pasaron a desligarse del protectorado de Marruecos y se constituyeron en una administración político-militar propia, bajo el nombre de Gobierno de los territorios del África Occidental Española, dependientes de la Subsecretaría de la Presidencia.
La AOE cesó de existir el 14 de enero de 1958, tras el Acuerdo de Cintra que puso fin a la guerra de Ifni-Sahara, en virtud del cual Cabo Juby fue traspasado a Marruecos.

## Medios de comunicación
En Sidi Ifni se editó la publicación semanal A.O.E. —siglas de África Occidental Española— entre 1945 y 1968. Además, recibían la señal de la emisora Radio Atlántico, que emitía desde Las Palmas de Gran Canaria.